# Amphitrite (sloop)
Pour les articles homonymes, voir Amphitrite (homonymie).
L’Amphitrite est un sloop ostréicole en chêne, construit en 1927 au chantier naval Bernard à La Tremblade. Il est propriété privée et navigue actuellement en plaisance.
Il a le label BIP (Bateau d'Intérêt Patrimonial) de la Fondation du patrimoine maritime et fluvial depuis 2007.
Son immatriculation est LR 311956 (quartier maritime de La Rochelle). 
L’Amphitrite fait l'objet d'un classement au titre des monuments historiques depuis le 10 septembre 2012.

## Histoire
C'est un ancien bateau de pêche à gréement aurique avec un bout-dehors. Il porte 4 voiles : une grand voile, un foc, une trinquette et une flèche. Il est le dernier bateau de travail encore naviguant du chantier Bernard.
Le moteur d'origine a été remplacé en 1990.